# Jerry Seelen
Pour les articles homonymes, voir Seelen (homonymie).
Œuvres principales
- C'est si bon (1949)

Jerry Seelen, de son vrai nom Jerome Seelen, est un scénariste et parolier américain né le 11 mars 1912 à New York (New York) et mort le 12 septembre 1981 à San Diego (Californie).

## Biographie
Jerry Seelen a écrit des paroles pour des chansons dans des films musical et des scénarios pour la radio et la télévision.
Durant sa carrière de parolier, il a écrit de nombreuses chansons pour Milton Berle et Danny Thomas.
Le 20 juin 1949, il a écrit les paroles anglaises de la chanson française C'est si bon qui est enregistrée par Johnny Desmond (en) avec l'orchestre de Tony Mottola en janvier 1950.
Le 26 juin 1950, Louis Armstrong enregistre la chanson avec l'orchestre de Sy Oliver et sa version obtient un succès mondial.
En 1951, Dolores Gray chante la chanson dans le court-métrage Holiday in Paris : Paris qui est le premier film où la chanson est interprétée en anglais.

## Vie privée
Jerry Seelen s'est marié en 1949 à Los Angeles avec le mannequin Betty Hall (1923-2001). Le couple a eu deux enfants. Ils ont divorcé en 1957.

## Radio
- 1943-1946 : The Dinah Shore Show (en)
- 1944-1951 : Post Toasties Time
- 1946-1947 : Drene Time (en)

## Revues
- 1942 : New Priorities of 1943 (musique de Lester Lee) au Richard Rodgers Theatre
- 1942-1943 : Star and Garter (en) (musique de Lester Lee) au Music Box Theatre
- 1943-1944 : Ziegfeld Follies (musique de Lester Lee) au Winter Garden Theatre et au Imperial Theatre

## Cinéma et Télévision

### Scénarios
- 1952 :
  - The Colgate Comedy Hour (en)
  - Four Star Revue (en)
  - The Buick Circus Hour (en)
- 1953 :
  - The Buick Circus Hour
  - Texaco Star Theatre (en)
- 1954 :
  - Texaco Star Theatre
  - The Saturday Night Revue
- 1958 :
  - The Pat Boone Chevy Showroom
- 1960 :
  - The Revlon Revue
- 1963 :
  - Mon Martien favori (saison 1, épisode 5)
  - Glynis (en) (saison 1, épisode 7)
- 1964
  - Petticoat Junction (en) (saison 1, épisodes 22, 29 et 35)
  - The Farmer's Daughter (en) (saison 2, épisode 5)
  - La Famille Addams (saison 1, épisode 13)
- 1965 :
  - Jinny de mes rêves (saison 1, épisode 9)

### Chansons
- 1936 :
  - The Monkeys have no Tails in Zamboanga (musique de Don Raye et Vic Schoen (en)) dans Night Waitress (en)
- 1943 :
  - Lament of a Laundry Girl (musique de Dan Shapiro et Lester Lee) dans Symphonie loufoque
  - I'm a Heavy Tipper et Poor Polly (musique de Lester Lee) dans La Loi du Far West
  - At the Mardi Gras  (musique de Lester Lee) dans Mardi Gras (en)
- 1944 :
  - Nothing Can Replace a Man, Look what you did to Me, Love is This, Ooh-Ah-Oh et How did it Happen ? (musique de Lester Lee) dans You Can't Ration Love (en)
  - Take it Big, I'm a Big Success (With You), Lucky, Lucky Boy et Love and Learn (musique de Lester Lee) dans Take It Big (en)
  - I'm a Woman of the World (musique de Saul Chaplin) dans Louisiana Hayride
  - The Barn Dance Polka (musique de Lester Lee) dans National Barn Dance (en)
  - Headin' Home (musique de Lester Lee) dans Lucky Cowboy (en)
- 1948 :
  - Yippee-o, Yippie-ai (musique de Walter Popp) dans Big City
  - When you're Playing with Fire (musique d'Hal Borne (en)) dans La Belle imprudente
- 1951 :
  - Lament to the Pots and Pans (musique d'Earl K. Brent (en)) dans Aventure à Tokyo
  - You're Dependable et We'd Like to Go on a Trip (musique de Sy Miller) dans Escale à Broadway
- 1952 :
  - Living the Life I Love, I Hear the Music Now, What are New Yorkers Made Of et Hush-A-Bye (musique de Sammy Fain) dans Le Chanteur de jazz
  - You Can't Blame Polly (musique de Lester Lee) dans Les Flèches brûlées